# Flåd
Et flåd bruges indenfor fiskeri til at placere maddingen i den ønskede dybde samt indikere om fisken har taget maddingen. Det er fremstillet af et flydende materiale som f.eks. styropor (flamingo), kork eller balsatræ.
Der findes forskellige typer flåd afhængigt af hvor og til hvad de skal bruges.
Avon er hovedsageligt til strømmende vand.
Waggler'e er mere fintfølende flåd beregnet på stillestående vand.